# Celestino López Martínez
Celestino López Martínez, también conocido como CELOMAR (Sevilla, 22 de septiembre de 1886 - 26 de junio de 1962) fue un investigador español, que publicó numerosos escritos sobre Historia del Arte e Historia en general, como resultado de sus indagaciones en el Archivo Histórico Provincial de Sevilla. Entre sus obras destaca la serie Notas para la Historia del Arte.
Fue licenciado en Derecho, doctor en Filosofía y Letras y miembro de la Real Academia Sevillana de Buenas Letras y de la Real Academia de Bellas Artes de Santa Isabel de Hungría. Ingresó por oposición en el cuerpo facultativo de Estadística, en el que fue delegado provincial de la Jefatura de Trabajos Estadísticos desde 1923 e inspector general desde 1954. Trabajó como profesor auxiliar de la Facultad de Filosofía y Letras de Sevilla entre 1908 y 1935.